# پیت فریتز
پیت فریتز (به انگلیسی: Pete Frates) متولد (۲۸ دسامبر ۱۹۸۴) نخستین چالش کننده سطل‌آب‌یخ در سر تا سر جهان بود. وی که بازیکن بیس‌بال دانشگاه بوسنی بود پس از مبتلا شدن به بیماری اسکلروزجانبی‌آمیوتروفیک در سال ۲۰۱۲ چالش سطل آب یخ را انجام داد که کار وی تبدیل به یک حرکت جهانی و حمایت از مبتلایان به ALS شد.وی در ۹ دسامبر ۲۰۱۹ در اثر اثرات بیماری ALS درگذشت

## زندگی شخصی
پیت در ۱ جون سال ۲۰۱۳ با جولی کوالیک ازدواج کرد. همچنین وی در ۳۱ آگوست سال ۲۰۱۴ صاحب یک فرزند شد.